# Lori Chavez-DeRemer

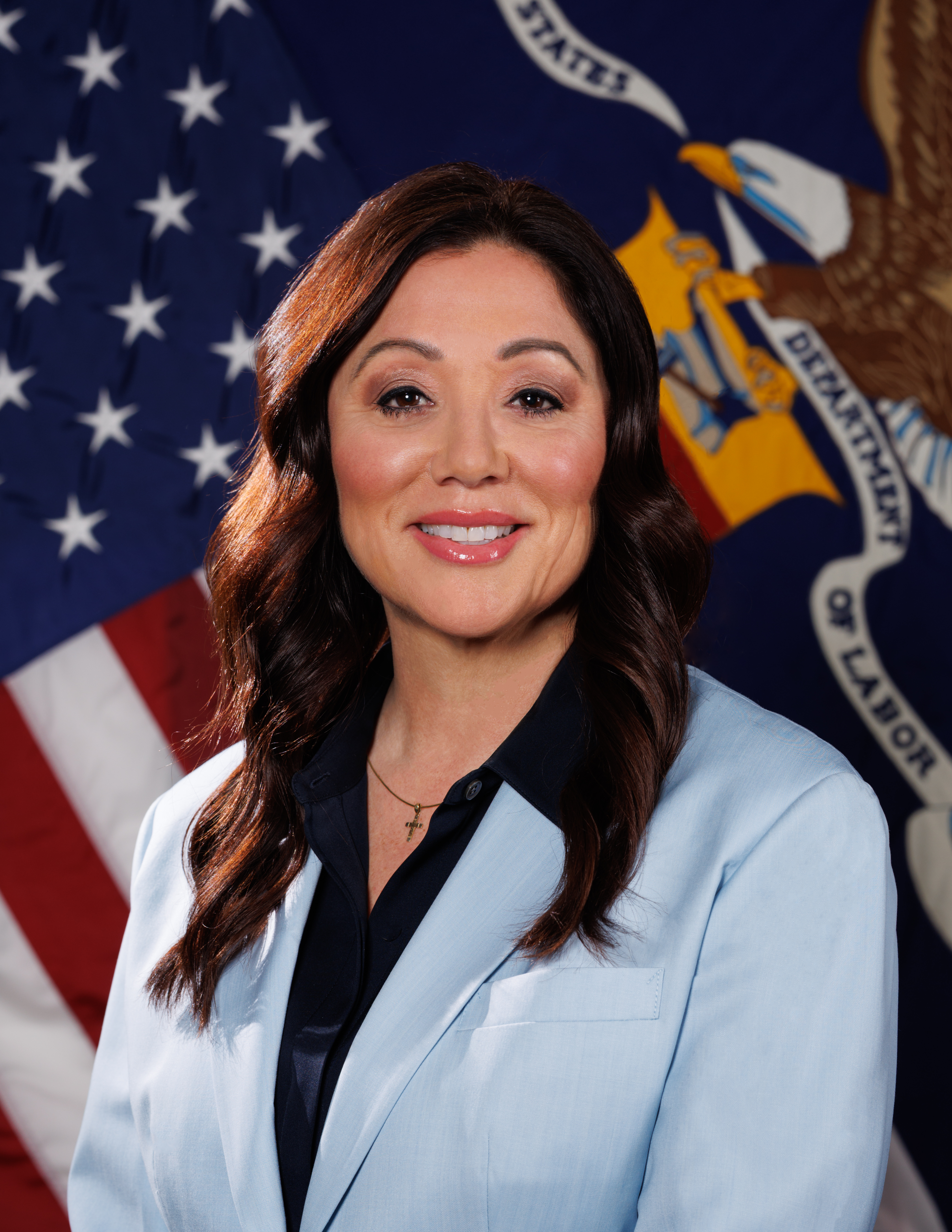
Lori Chavez-DeRemer (2025)

Lori Michelle Chavez-DeRemer (* 7. April 1968 in Santa Clara County, Kalifornien) ist eine US-amerikanische Politikerin der Republikanischen Partei. Seit dem 11. März 2025 ist sie Arbeitsministerin im Kabinett Trump II. Von Januar 2023 bis Januar 2025 vertrat sie den 5. Distrikt des Bundesstaats Oregon im US-Repräsentantenhaus.

## Leben
Chavez-DeRemer besuchte bis 1986 die Hanford High School und erhielt einen Bachelor of Science in Betriebswirtschaftslehre von der California State University, worauf sie als Lehrerin und Unternehmerin arbeitete.
Chavez-DeRemer ist seit High-School-Zeiten mit Shawn DeRemer verheiratet und hat zwei Töchter.
Sie ist römisch-katholischer Konfession.

## Politische Laufbahn
Chavez-DeRemers politische Karriere begann 2002 in der Parks Committee von Happy Valley. Von 2005 bis 2010 war sie Teil des Stadtrats von Happy Valley. Nachdem sie von 2007 bis 2010 ihn leitete, war sie zwischen 2011 und 2018 die Bürgermeisterin der Stadt. 2016 und 2018 wurde sie von der Demokratin Janelle Bynum in der Wahl zum Repräsentantenhaus von Oregon besiegt. 2020 war Chavez-DeRemer Delegierte bei der Republican National Convention.
2022 kandidierte sie für den Posten der Vertreterin des 5. Distrikt Oregons im Repräsentantenhaus. Der langjährige zentristische Amtsinhaber Kurt Schrader, ein Mitglied der Blue Dog Coalition, wurde schon in der demokratischen Vorwahl von seiner progressiven Gegnerin Jamie McLeod-Skinner geschlagen. Nachdem Chavez-DeRemer sich mit 42,8 % der Stimmen in der republikanischen Vorwahl durchgesetzt hatte, gewann sie mit 51,1 % der Stimmen gegen McLeod-Skinner. Sie wurde am 7. Januar 2023 als Mitglied des Repräsentantenhauses des 118. Kongresses vereidigt. Sie war eine der ersten beiden Latinas und die erste republikanische Frau, die Oregon im Repräsentantenhaus vertrat. Während ihrer Zeit im Repräsentantenhaus war sie Mitautorin des Gesetzesentwurfs für den Public Service Freedom to Negotiate Act; damit war Chavez-Remer eine der wenigen Republikaner, die den gewerkschaftsfreundlichen Protecting the Right to Organize Act (PRO Act) unterstützte. Bei ihrer Wiederwahlkampagne 2024 sprachen sich Gewerkschafter für die Republikanerin Chavez-DeRemer aus.
Zwar unterlag sie bei der Repräsentantenhauswahl 2024 der Demokratin Janelle Bynum, wurde aber am 22. November 2024 von Trump als Arbeitsministerin im Kabinett Trump II designiert. Ihre Nominierung wurde von Gewerkschaftsführern begrüßt, von konservativen Gruppen wie den Americans for Prosperity aber verurteilt. Im März 2025 bestätigte der Senat ihre Ernennung und sie trat ihr Amt an. Sie gilt im Verhältnis zu den anderen Mitgliedern von Trumps Kabinett als gemäßigt.

### Ausschüsse
Chavez-DeRemer war im 118. Kongress Mitglied in folgenden Ausschüssen des Repräsentantenhauses:
- Committee on Agriculture
  - Commodity Markets, Digital Assets, and Rural Development
  - Forestry
- Committee on Education and the Workforce
  - Health, Employment, Labor, and Pensions
  - Higher Education and Workforce Development
- Committee on Transportation and Infrastructure
  - Aviation
  - Economic Development, Public Buildings, and Emergency Management
  - Highways and Transit